# Alezio
Alezio – miejscowość i gmina we Włoszech, w regionie Apulia, w prowincji Lecce.
Według danych na rok 2004 gminę zamieszkiwały 5042 osoby, 315,1 os./km².